# Брег-при-Ползелі
Брег-при-Ползелі (словен. Breg pri Polzeli) — поселення в общині Ползела, Савинський регіон, Словенія. Висота над рівнем моря: 282,8 м.